# 南串島
南串島（なぐしじま）は長崎県西海市にある島である。

## 概要
西彼杵半島とは狭い水路で隔てられている。国道202号が島の東から南西に向かって通っており、橋で西彼杵半島とつながっている。